# Alter Beckhof

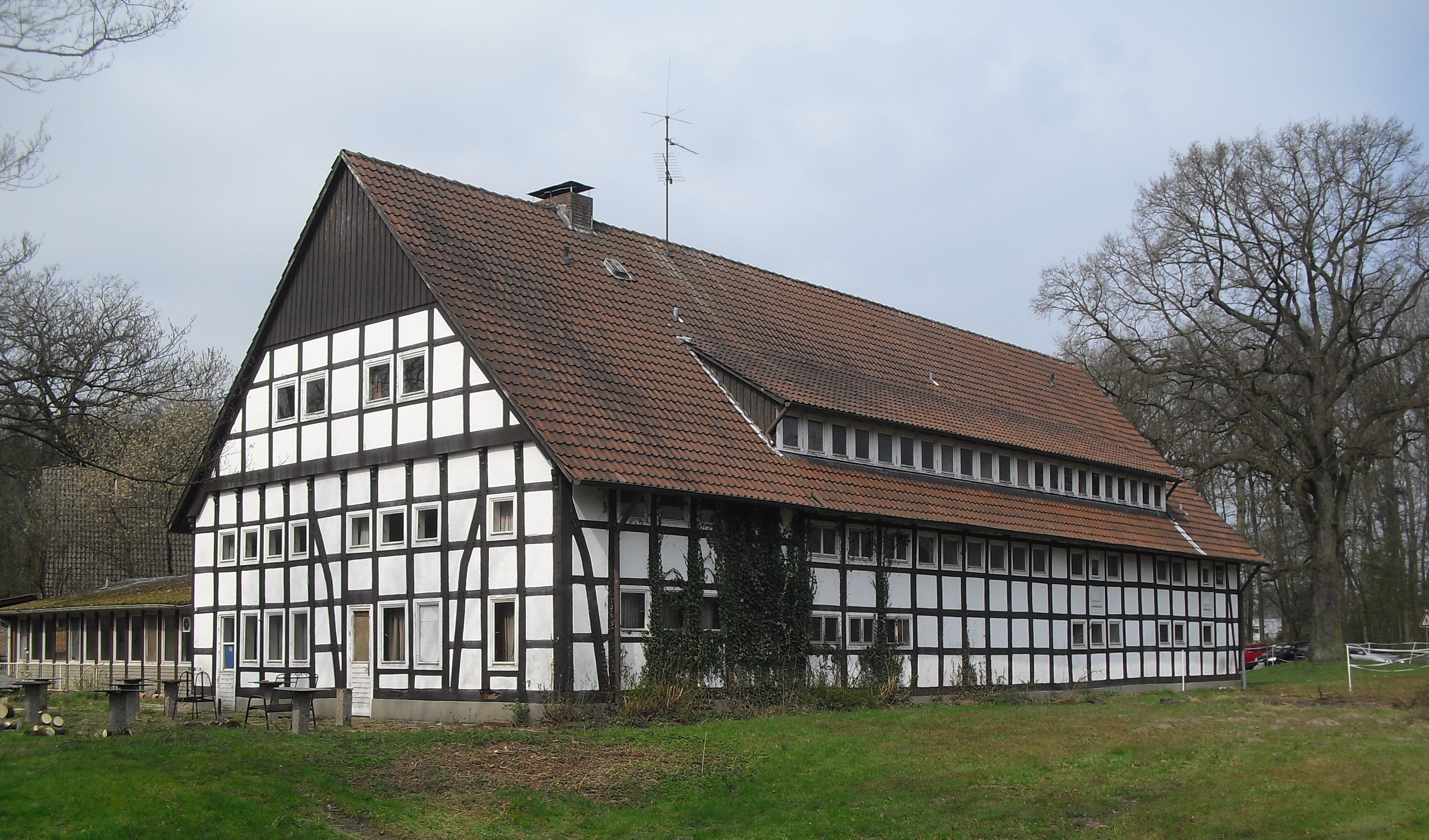
Haupthaus

Der Alte Beckhof am Menkebach im Bielefelder Stadtbezirk Sennestadt ist ein ursprünglicher Neusiedlerhof. Dieser war namensgebend für die Beckhofsiedlung, einem Standort der Von Bodelschwinghsche Stiftungen Bethel. Dort wurden ehemalige Zwangsarbeiter untergebracht, die nach dem Zweiten Weltkrieg nicht mehr in ihre Heimat zurückkehren konnten.

## Baugeschichte
Erbaut wurde das Haupthaus 1782 und war umgeben von kleineren Hofstellen und Wirtschaftsgebäuden. Durch eine Erweiterung im Jahr 1828 wurde der Beckhof zum damals größten Gehöft in der Senne. Der Gebäude hat heute eine Größe von 600 m² und ist denkmalgeschützt.

## Soziale Einrichtung

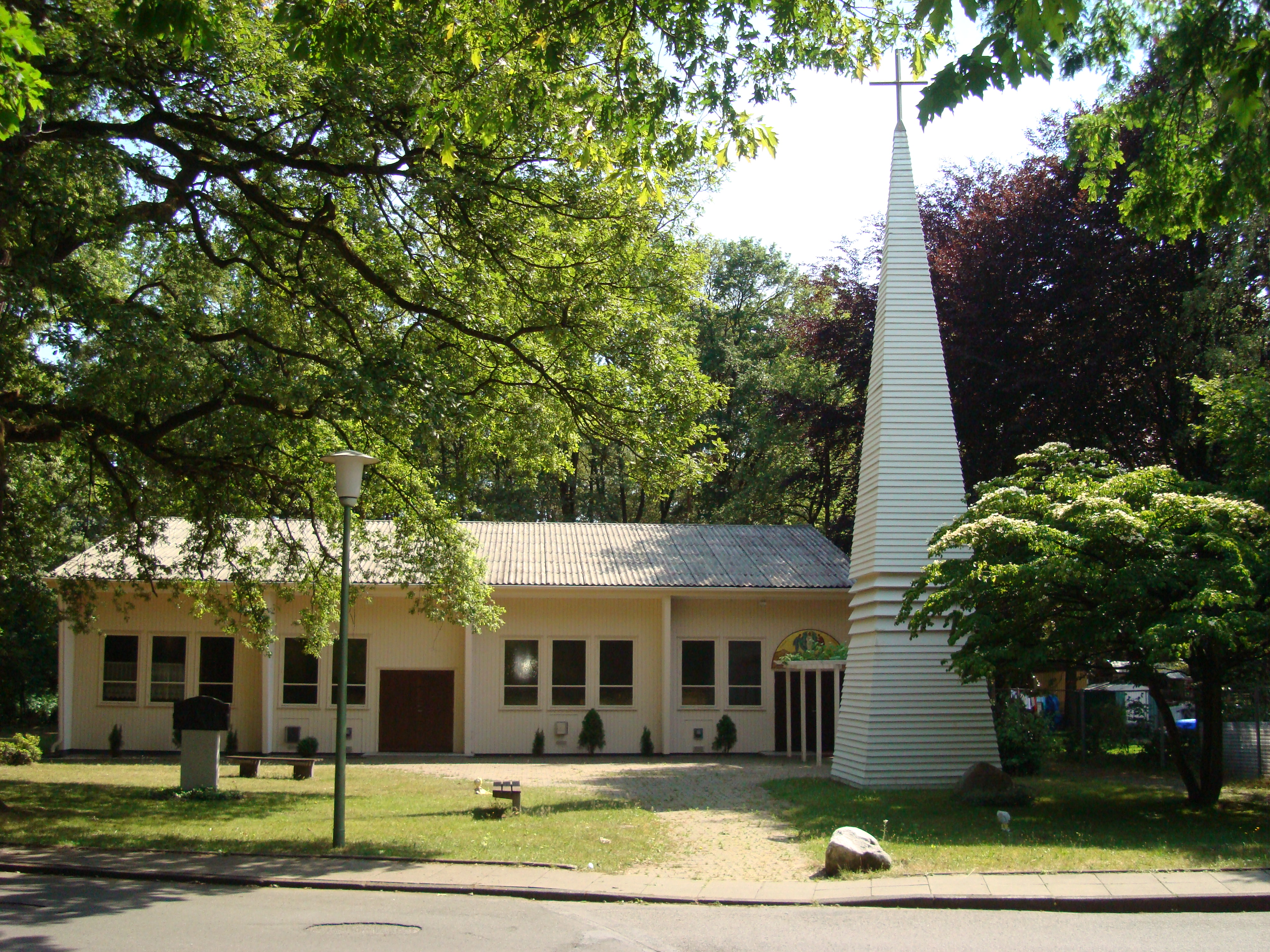
Beckhofkirche

In der nach dem historischen Bauernhaus benannten Beckhofsiedlung lebten vor allem Menschen aus Osteuropa. Es handelte sich dabei um ehemalige Kriegsgefangene und Zwangsarbeiter, die nach dem Zweiten Weltkrieg als Displaced Persons eine Unterkunft benötigten. Diese waren vorher in einem Lager in Augustdorf untergebracht. In dem Augustdorfer Lager wurden vor allem Hilfsbedürftige, Kranke und Erwerbsunfähige aufgenommen. Sie fanden in der Senne ebenso ein neues Zuhause, wie diejenigen, die wegen ihrer nationalen, religiösen und politischen Überzeugungen nicht zurückkehren konnten.
Es wurde 1959 eine Kirche gebaut, in der sich vier Kapellen für unterschiedliche Konfessionen befanden.
Weitere Gebäude waren ein Schulungszentrum, eine Gemeinschaftsküche, ein Ausflugslokal, ein internationales Wohnheim sowie ein Gemeinschaftshaus.